# 예수 혈통
예수 혈통은 역사적 예수와 일반적으로 그의 아내 또는 묘기로 묘사되는 다른 여자의 직계 후손의 가설 순서이다. 예수의 혈통 가설의 서로 다른 모순 버전은 루이스 마틴 (1886), 도노반 조이스 (1973), 안드레아스 페이버-카이저 (1977), 바바라 시에링 (1992), 마가레트 스타버드 (1993) 같은 저자들에 의해 수많은 책 및 다양한 웹 사이트에서 제안되었다. 댄 브라운의 소설 '다 빈치 코드'는 플롯 라인 전제로 사용했다. 2007년 다큐멘터리 예수의 잃어버린 무덤은 1980년 예루살렘에서 찾은 납골당에서 찾은 비문에 따라, 예수가 막달리나 마리아와 결혼하고 아들의 이름을 유다로 지었다는 증거가 존재한다고 제안했다. 성경 학자이자 작가인 제임스 타보르는 예수가 "내 아내"라고 가리키며, 잃어버린 2세기 복음의 번역으로 주장되는, 카렌 킹이 콥트어 파피루스 조각의 문서의 발견을 발표하며, 최근 결혼한 예수에 대한 믿음을 재확인했다. 그 조각은 지금 대부분의 전문가에 의해 가짜로 고려된다.

## 같이 보기
- 성혈과 성배